# Andy Gathergood
Andy Gathergood est un acteur britannique né le 15 janvier 1974 à Farnborough en Angleterre.

## Filmographie

### Cinéma
- 2008 : Cold Earth : Jean Louis
- 2008 : Lezione 21 : Schott 1
- 2010 : Wolfman : le premier villageois
- 2010 : Au-delà : l'ami de Jackie
- 2011 : Les Trois Mousquetaires : le mec bourré
- 2013 : The Parachutist
- 2016 : La Résurrection du Christ : Quintus
- 2017 : Another Mother's Son : Mattie
- 2017 : Megan Leavey : Sergent Taylor
- 2017 : Men of Honor : le sergent-majeur
- 2017 : La Mort de Staline : le citoyen enfermé dans sa voiture
- 2018 : Le Cercle littéraire de Guernesey : Eddie Meares
- 2018 : Weapon : Pete Burke
- 2020 : Peter Rabbit 2 : le postier
- 2020 : His House : l'homme d'église

### Télévision
- 2008 : The Bill : Pete Oldman (1 épisode)
- 2008 : Criminal Justice : Regis (1 épisode)
- 2008-2011 : Holby City : Peter Salter et Smigger (2 épisodes)
- 2009 : Coming Up : le mec dans le magasin (1 épisode)
- 2010 : Five Daughters : DCI Dave Skevington (3 épisodes)
- 2011 : The Hour : l'officier de police (1 épisode)
- 2011 : Londres, police judiciaire : Johnny McElwaine (1 épisode)
- 2012 : Hatfields and McCoys : Skunkhair Tom Wallace (2 épisodes)
- 2013 : The Suspicions of Mr Whicher : Sergent Parker
- 2013 : Crossing Lines : Pig (1 épisode)
- 2013 : NTSF:SD:SUV : le policier (1 épisode)
- 2014 : The Great Fire : l'homme de Denton
- 2014 : Ripper Street : l'homme signal (1 épisode)
- 2015 : The Last Kingdom : Edgar l'archer (1 épisode)
- 2015 : Suspects : Mark Walker
- 2016 : DCI Banks : Jack Telford (1 épisode)
- 2018 : L'Aliéniste : le père d'Ezra (1 épisode)
- 2018 : No Offence : Marius Popa (1 épisode)
- 2019 : Living the Dream : Buck (1 épisode)
- 2019 : Britannia : le chef (1 épisode)